# Dívčí kámen (přírodní rezervace)
Dívčí kámen je přírodní rezervace v okrese Český Krumlov v Jihočeském kraji. Nachází se v Křemžské kotlině, dva kilometry severovýchodně od vsi Třísov při soutoku řeky Vltavy s Křemžským potokem. Je součástí chráněné krajinné oblasti Blanský les. Rezervací od roku 1999 vede naučná stezka Třísov – Dívčí Kámen – Holubov.
Předmětem ochrany je reliktní bor a lišejníková vegetace na rulovém skalním hřbetu nad soutokem Křemžského potoka a Vltavy. Skalní ostroh nad soutokem je asi sedmdesát metrů vysoký s příkrými až kolmými stěnami, s jižní a severní expozicí. Do rezervace náleží i zřícenina hradu Dívčí kámen se značným kulturně-historickým významem, rozkládající se na návrší nedaleko zmíněné rulové stěny.

## Flóra
Vegetace rezervace je tvořena mozaikou společenstev. Skalní ostroh je porostlý reliktními bory, v nichž převládá borovice lesní (Pinus sylvestris) s příměsí břízy pýřité (Betula pubescens), obě dřeviny zde rostou v zakrslé formě. Zakrslé borovice na skalách dosahují stáří až 170 let (informace z roku 2003, tzn. 192 let aktuálně). Na zalesněných severních svazích převažují jedliny, v nichž dominuje jedle bělokorá (Abies alba) s častým výskytem jmelí jedlového (Viscum album), přimíšeny jsou lípa malolistá (Tilia cordata) a javor klen (Acer pseudoplatanus), ojediněle buk lesní (Fagus sylvatica). Úpatí jižních svahů jsou porostlá křovitou formací s převažující lískou obecnou (Corylus avellana). V druhově chudém bylinném patře s nízkou pokryvností roste metlička křivolaká (Avenella flexuosa), brusnice borůvka (Vaccinium myrtillus), brusinka obecná (Vaccinium vitis-idaea) a některé druhy lišejníků. Ze skalní stěny je udáván ve starší botanické literatuře výskyt vřesovce pleťového (Erica carnea), v současné době však výskyt ověřen nebyl. Na skalách se severní expozicí se na ostrohu vytvořila druhově chudá společenstva skalních štěrbin s převládajícím osladičem obecným (Polypodium vulgare). Na zřícenině hradu se vyskytují některé teplomilnější druhy rostlin. Na osluněných jižních expozicích jsou dominantními druhy tařice skalní (Aurinia saxatilis) a kostřava sivá (Festuca pallens). Na úpatí jižních svahů jsou zastoupeny zejména hájové druhy jaterník trojlaločný (Hepatica nobilis), kostival hlíznatý (Symphytum tuberosum), kopytník evropský (Asarum europaeum), sasanka hajní (Anemonoides nemorosa), prvosenka vyšší (Primula elatior).

## Fauna
Z fauny je význačný výskyt xerofilního plže zrnovky mechové (Pupilla muscorum), hojný je zde zemoun skalní (Aegopis verticillus). Ve skalnatém terénu a sutích žije specifická fauna pavouků (temnomil Nesticus cellulanus, plachetnatka Saaristoa firma aj.). Žije tu též chráněný brouk majka fialová (Meloe violaceus). Z motýlů je význačným druhem nesytka (Synanthedon cephiformis). Z ptáků v rezervaci hnízdí výr velký (Bubo bubo).